# Okaïdi
 (mars 2011).
Si vous disposez d'ouvrages ou d'articles de référence ou si vous connaissez des sites web de qualité traitant du thème abordé ici, merci de compléter l'article en donnant les références utiles à sa vérifiabilité et en les liant à la section « Notes et références ».
Okaïdi est une marque française et une chaîne de magasins de vêtements pour enfants de 0 à 14 ans.

## Historique

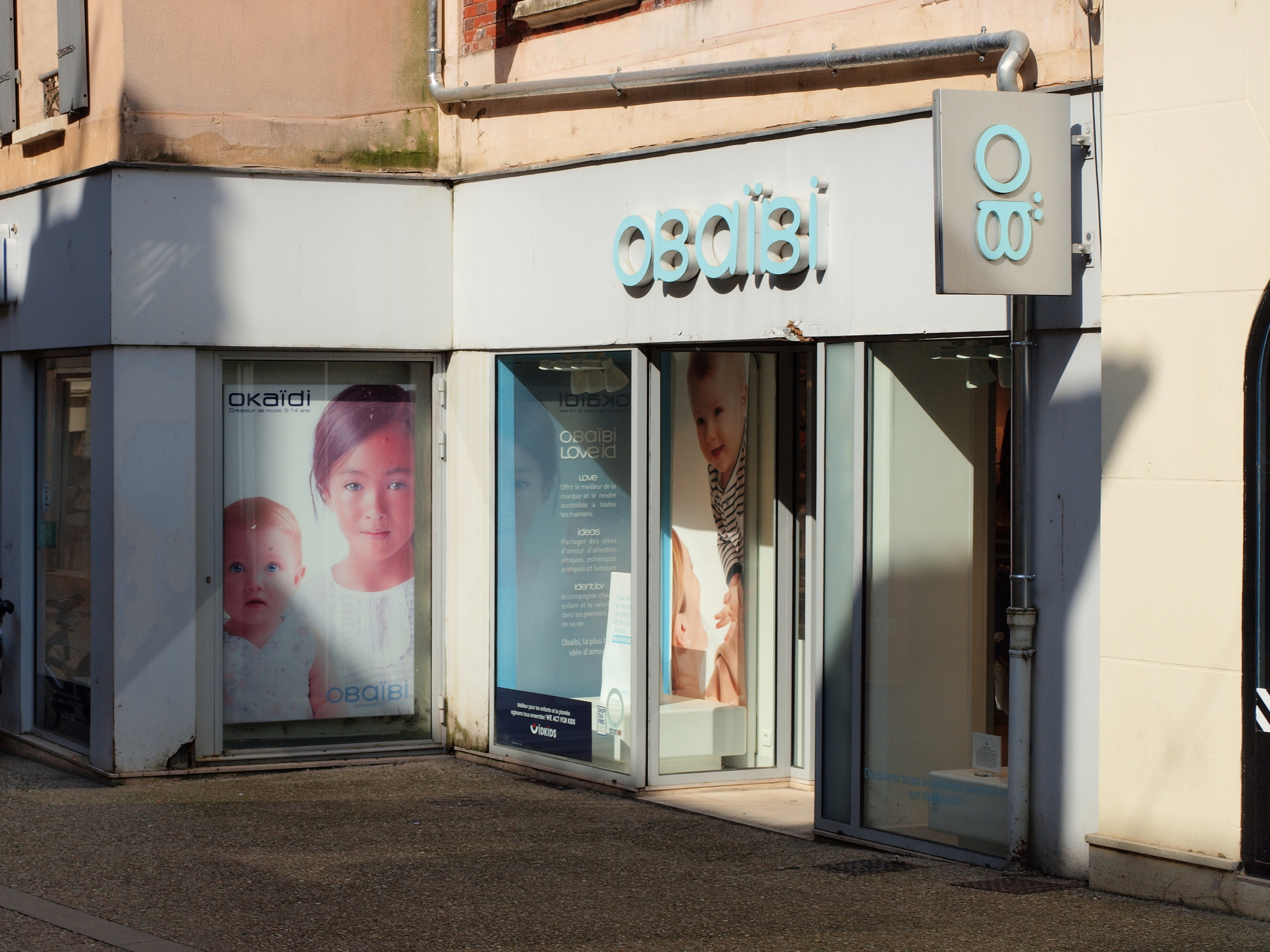
Magasin Obaïbi de Sens.

En 1994, Jean Duforest, cofondateur du Groupe Camaïeu, reprend l’activité « Enfant » avec Jean-Luc Souflet son associé avec 30 magasins, 100 collaborateurs et un projet commun : « Entreprendre pour que le monde progresse au service de l’enfant qui grandit. »
En 2000, la marque Okaïdi est officiellement lancée avec 100 magasins et 440 collaborateurs.
En juin 2002, Okaïdi lance la marque Obaïbi avec un nouveau concept spécifique pour le bien-être des enfants de 0 à 5 ans, gamme vestimentaire réduite au 0 à 3 ans en 2007.